# Das Tribunal
Das Tribunal ist ein US-amerikanischer Kriegsfilm aus dem Jahr 2002 unter der Regie von Gregory Hoblit. Die Hauptrollen spielen Bruce Willis und Colin Farrell. Der Film beruht auf einer literarischen Vorlage des Autors John Katzenbach. Er kam am 30. Mai 2002 in die deutschen Kinos.

## Handlung
Im Dezember 1944, kurz vor Ende des Zweiten Weltkrieges, gerät während der Ardennen-Offensive der junge US-Leutnant Thomas W. Hart auf einer Erkundungsfahrt in der Nähe von Malmedy in Belgien in die Hände der deutschen Wehrmacht.
Nach der Vernehmung schicken die Deutschen Lt. Hart in ein Kriegsgefangenenlager bei Hemer, ein so genanntes Stalag (Stalag VI A). Hier wird er auf Anordnung des amerikanischen Colonels und lagerältesten Offiziers William A. McNamara in einer Baracke untergebracht, in der Soldaten mit niederen Dienstgraden einquartiert sind. Denn McNamara hat den Verdacht, dass Hart unter der Folter bei den Vernehmungen Angaben zu militärischen Geheimnissen gemacht haben könnte (im Film gibt es entsprechende Zeitrücksprünge) und verweigert ihm daher die Behandlung als Offizier.
Einige Tage später kommen mit einem weiteren Transport auch zwei afroamerikanische Offiziere, Lincoln Scott und Lamar Archer, in das Lager. Sie werden ebenfalls in Harts Baracke einquartiert und von Beginn an aufgrund ihrer Hautfarbe diskriminiert und ausgegrenzt. Die Deutschen finden unter der Pritsche von Archer einen als Waffe geeigneten Zeltanker, daraufhin wird Archer von den Deutschen sofort gegen jedes Kriegsrecht erschossen. Scott beschuldigt Sgt. Bedford, den Zeltnagel aus rassistischen Gründen unter Archers Pritsche gelegt und ihn bei den Deutschen denunziert zu haben.
Als kurz danach Bedford ermordet wird, fällt der Verdacht auf Lincoln Scott. Colonel McNamara überredet den deutschen Lagerkommandanten, Oberst Werner Visser, ein Gerichtsverfahren zur Klärung der Schuldfrage durchführen zu dürfen – allerdings unter hohem Zeitdruck. Er beauftragt den noch nicht bis zum Abschluss als Anwalt ausgebildeten Lt. Hart mit der Verteidigung von Lt. Scott. Visser, der ebenfalls in den USA Jura studiert hat, und McNamara versuchen jeweils, Hart bei der Wahrnehmung des „Verteidigungs-Mandats“ zu beeinflussen.
Hart weiß zunächst nicht, dass Colonel McNamara zur gleichen Zeit einen größeren Ausbruch aus dem Stalag zusammen mit anderen Gefangenen vorbereitet, um eine als Schuhfabrik getarnte Munitionsfabrik in der Nähe des Lagers zu zerstören. Nach und nach offenbart sich für Hart die Wahrheit. Er wirft McNamara vor, das Leben von Scott zu opfern, um den Ausbruch zu ermöglichen. McNamara entgegnet, dass ein Opfer notwendig sei, um seine Mission erfüllen zu können. Hart sagt ihm, dass das Opfer dann aber McNamara sein müsse und nicht Scott.
Hart gibt innerhalb seines Schlussplädoyers plötzlich und offensichtlich wahrheitswidrig zu, dass er selbst den Mord begangen habe. Das kann auch noch Colonel McNamara hören, bevor er in den Fluchttunnel klettert. Als die deutschen Offiziere den Ausbruch bemerken, soll es zu einer Massenerschießung amerikanischer Offiziere kommen, die allerdings durch die Rückkehr McNamaras vor das Lagertor verhindert wird, nachdem die Munitionsfabrik explodiert ist. McNamara gibt also sein Leben, um die Soldaten und übrigen Offiziere zu schützen. Er wird von dem deutschen Oberst erschossen. Im Abspann heißt es, dass die amerikanischen Soldaten nach Kriegsende in ihre Heimat zurückkehren konnten.

## Kritik
Die Filmzeitschrift Cinema schrieb: „Die Schlusspointe funktioniert wie ein Weckruf, mindert aber nicht den Eindruck, dass Gregory Hoblit (‚Zwielicht‘) einen lahmen Propagandafilm über die Rechtschaffenheit tapferer US-Boys gedreht hat. Amerikanische Moralsauce mit Nazi-Garnitur.“ Die Deutsche Film- und Medienbewertung FBW in Wiesbaden verlieh dem Film das Prädikat besonders wertvoll.

## Hintergrund
Ursprünglich hatte Jonathan Brandis eine Rolle in diesem Film. Aber dieser Part wurde aus dem fertigen Film herausgeschnitten. In den Medien wurde teils spekuliert, diese Enttäuschung habe dazu beigetragen, dass sich Brandis 2003 das Leben nahm.

## Unterschiede zum Buch
Im Buch wird Hart als Navigator eines Bombers zwischen Nordafrika und Italien abgeschossen. Lamar Archer existiert im Buch nicht, Lincoln Scott kommt alleine ins Gefangenenlager. Visser hat im Buch nicht Jura in den USA studiert, sondern in Deutschland Englisch sowie als Kind bzw. Jugendlicher in den USA gelebt. Ebenfalls ist sein militärischer Rang ein anderer. Hart nimmt im Buch nicht die Ermordung auf sich, sondern sucht nachts trotz seiner Angst in geschlossenen Räumen nach dem Mörder. Ebenfalls wird McNamara nicht erschossen, weil nur drei Gefangene geflohen sind.